# Muriaé (tiểu vùng)
Muriaé là một tiểu vùng thuộc bang Minas Gerais, Brasil. Tiều vùng này có diện tích 4752 km², dân số năm 2007 là 260546 người.